# Anna Baczyńska
Anna Katarzyna Baczyńska – profesor nadzwyczajny, pracownik naukowy Akademii Leona Koźmińskiego, Zastępca Dyrektora Centrum Badań Interdyscyplinarnych.
Przed pracą na uczelni pracowała m.in. w Orange, czy Telekomunikacji Polskiej.
W październiku 2008 roku rozpoczęła pracę w Akademii Leona Koźmińskiego. W październiku 2019 roku otrzymała tytuł profesora nadzwyczajnego Akademii Leona Koźmińskiego. 

## Publikacje
| Tytuł | Współautorzy                                         | Nazwa czasopisma                                                  | Rok publikacji |
| --- | ---------------------------------------------------- | ----------------------------------------------------------------- | -------------- |
| „Bounded leadership: An empirical study of leadership competencies, constraints, and effectiveness”                                                            | Korzyński Paweł, Koźmiński Andrzej, Haenlein Michael | European Management Journal                                       | 2021           |
| „Leadership Competencies Among Managers” | Korzyński Paweł.                                     | JOURNAL OF MANAGEMENT AND BUSINESS ADMINISTRATION. CENTRAL EUROPE | 2017           |
| „Relationships of analytical, practical, and emotional intelligence with behavioral dimensions of performance of top managers”                                 | Thornton III George                                  | NTERNATIONAL JOURNAL OF SELECTION AND ASSESSMENT                  | 2017           |
| „Proposed Core Competencies and Empirical Validation Procedure in Competency Modelling: Confirmation and Classification”                                       | Rowiński Tomasz, Cybis N.                            | FRONTIERS IN PSYCHOLOGY                                           | 2016           |
| „Inteligencja emocjonalna a ocena pracy kierowników w centrach medycznych w sektorze prywatnym. Raport z badań”                                                | brak                                                 | ZARZĄDZANIE ZASOBAMI LUDZKIMI                                     | 2015           |
| „Obraz „Talentu” w firmie farmaceutycznej w kontekście Modelu Renzulliego. Studium przypadku”                                                                  | Bugalska Anna, Jóźwik Agnieszka.                     | ZARZĄDZANIE ZASOBAMI LUDZKIMI                                     | 2015           |
| „A trait profile of top and middle managers” | Rowiński Tomasz                                      | FRONTIERS IN PSYCHOLOGY                                           | 2015           |
| „Analytical, Practical and Emotional Intelligence and Line Manager Competencies”                                                                               | brak                                                 | MANAGEMENT AND BUSINESS ADMINISTRATION CENTRAL EUROPE             | 2015           |
| „Wpływ inteligencji emocjonalnej i kompetencji społecznych na wyniki pracy w zawodzie windykatora. Raport z badań”                                             | Górniak Monika                                       | ZARZĄDZANIE ZASOBAMI LUDZKIMI                                     | 2013           |
| „Porównanie wyników inteligencji praktycznej z ocenami kompetencji menedżerskich uzyskanymi w badaniu AC”                                                      | Wekselberg Victor                                    | ZARZĄDZANIE ZASOBAMI LUDZKIMI                                     | 2013           |
| „Assessment/ Development Center (Ośrodki/Centra Oceny) jako metoda oceny kompetencji”                                                                          | brak                                                 | EDUKACJA EKONOMISTÓW I MENEDŻERÓW. PROBLEMY, INNOWACJE, PROJEKTY  | 2011           |
| „Kompetencje – definicja, metody analizy i oceny kompetencji”                                                                                                  | brak                                                 | EDUKACJA EKONOMISTÓW I MENEDŻERÓW. PROBLEMY, INNOWACJE, PROJEKTY  | 2010           |
| „Obraz kompetencji menedżera i przedsiębiorcy. Raport z badań”                                                                                                 | brak                                                 | DUKACJA EKONOMISTÓW I MENEDŻERÓW. PROBLEMY, INNOWACJE, PROJEKTY   | 2010           |
| „Adaptacja polska Inwentarza Inteligencji Praktycznej Menedżerów recenzja: (Tacit Knowledge Inventory for Managers) Richarda Wagnera i Roberta J. Sternberga.” | Terlak Jan                                           | CZASOPISMO PSYCHOLOGICZNE                                         | 2009           |
| „Trudna sztuka assessmentu. Personel i Zarządanie” | Wekselberg Victor                                    | PERSONEL I ZARZĄDZANIE                                            | 2009           |
| „Pomoc pracodawcom w zakresie doboru kandydatów do pracy – metody rekrutacji i selekcji”                                                                       | Kosy Krzysztof                                       | ZESZYT METODYCZNY DORADCY ZAWODOWEGO                              | 2009           |
| „Firma się uczy. Jakie zastosować metody i narzędzia, aby zrealizować cel szkolenia (2)”                                                                       | Wysocka-Rudzińska A.                                 | PERSONEL I ZARZĄDZANIE                                            | 2007           |
| „Firma się uczy. Jakie zastosować metody i narzędzia, aby zrealizować cel szkolenia (1)”                                                                       | Wysocka-Rudzińska A.                                 | PERSONEL I ZARZĄDZANIE                                            | 2007           |
| „A-C to nie są gry i zabawy” | brak                                                 | PERSONEL I ZARZĄDZANIE                                            | 2006           |
| „Sztuka wyrażania siebie. Asertywność w relacjach przełożony – podwładny”                                                                                      | brak                                                 | PROMENADA. MAGAZYN MŁODYCH PROFESJONALISTÓW                       | 2004           |
| „Rola szkoleń w otoczeniu ciągłej konkurencji” | brak                                                 | PROMENADA. MAGAZYN MŁODYCH PROFESJONALISTÓW                       | 2003           |
| „Ewaluacji szkoleń nigdy dość” | brak                                                 | PERSONEL I ZARZĄDZANIE                                            | 2002           |
| „Co w grupie piszczy, czyli o procesach grupowych słów kilka”                                                                                                  | brak                                                 | PROMENADA. MAGAZYN MŁODYCH PROFESJONALISTÓW                       | 2002           |

| Tytuł                                                        | Wydawnictwo                   | Rok publikacji |
| ------------------------------------------------------------ | ----------------------------- | -------------- |
| „Menedżerowie czy przywódcy. Studium teoretyczno-empiryczne” | Wydawnictwo Poltext, Warszawa | 2018           |

| Tytuł                                                                           | Współautorzy | Autor monografii           | Rok publikacji |
| ------------------------------------------------------------------------------- | ------------ | -------------------------- | -------------- |
| „Inteligencja praktyczna jako kapitał intelektualny menedżera: Teoria i pomiar” | Terlak Jan   | Witkowski S.A., Listwan T. | 2008           |
| „Ocena po szkoleniu średnio- i długookresowa”                                   | Terlak Jan   | Harasim W.                 | 2007           |
| „Poczucie koherencji jako atrybut efektywności przedsiębiorstwa”                | brak         | Makowski K.                | 2005           |
| „Poczucie koherencji a palenie sytuacyjne u studentów”                          | Terelak Jan  | Dutkiewicz W.              | 1997           |